# After Hours (Sko/Torp-album)
 For alternative betydninger, se After Hours. (Se også artikler, som begynder med After Hours)
After Hours er det sjette studiealbum af den danske poprock-duo Sko/Torp, der udkom den 30. september 2016 på Sony Music. Forsanger Søren Sko har udtalt om albummet: "Pladen er som en rutsjebanetur rundt i livet. Sangene handler om de ups and downs, der nu engang er, når man er midt i livet, bliver skilt, mister sine forældre, men også møder ny kærlighed og genopliver sit liv med ny, opløftet energi. Mange af de ting, som alle har tæt inde på livet, og som gør sangene relaterbare", og musikalsk er det "tæthed, intimitet og akustisk guitar" der præger albummet. Albummet er produceret af guitarist Palle Torp og trommeslager Asger Møller.

## Spor
Alle sange skrevet og komponeret af Søren Sko og Palle Torp. 
| #   | Titel                      | Længde |
| --- | -------------------------- | ------ |
| 1.  | "6:10"                     | 3:47   |
| 2.  | "It's Alright With Me"     | 3:40   |
| 3.  | "And Then She Walked Away" | 3:26   |
| 4.  | "Catching the Light"       | 2:36   |
| 5.  | "Going Home"               | 3:40   |
| 6.  | "Dragon"                   | 3:16   |
| 7.  | "Dreamer - Tobias' Song"   | 3:19   |
| 8.  | "So If..."                 | 3:49   |
| 9.  | "Like a Ship"              | 3:55   |
| 10. | "Mystify Me"               | 4:05   |